# 営業
営業（えいぎょう、英語: sales）は、営利を目的として業務を行うことをいう。
ここから転じて、「セールス営業」「店舗営業」などのように特定の行為が営業と言い習わされている。また、「営業日」「営業時間」などのように企業活動の集合体をさす言葉としても用いられる。以下にそれぞれ詳述する。

## 行為としての営業

### 営業の定義
人の行為としての営業は、営利（通常の意味としては利潤の獲得と言い換えられる）を目的として業務を行うことをいう。「飲食店や酒屋を営む」という場合の「営む」が「営業」の意味であり、しばしば店先に掲示される「営業時間」という場合の「営業」もまたちょうどこの意味である。
先の説明のとおり、一般通念や商法の規定では、「利益を得る目的」で同種の行為を継続的・反復的に行うことを指す。
1. 営利目的である限り、結果として利益を得ることができなかった場合でも営業に該当する。
2. 当初に、継続・反復の意思がある限り、1回でやめた場合でも営業に該当する[1]。

たとえば飲食店や酒屋などの場合、一般的には店を開けて販売することを「営業」と言うが、それは言うならば「店舗営業」という狭義の営業を指しているに過ぎない。法人としての利益を追求した「業を営む」という諸々の行為が、広義の営業なのである。
仮にたとえ一時的に店舗営業を休店していても、社内会議、POPやチラシ制作、その配布や展示、ウェブサイト制作や情報更新、受発注作業、在庫確認や在庫整理、店内清掃、従業員教育、顧客対応、商品発送、市場調査、出張や視察……などを利益追求のための行っていれば、法人として営業活動をしていると見なされる。これらが直接的・間接的に利益をもたらさなかった場合でも、同様である。
セミプロ営業（せみぷろえいぎょう）は、雇用主が営利を目的とした営業業務をフルコミッションのサービスを展開していて、雇用主企業で働く者が、固定給で採用されている者の場合は、セミプロ営業であると言える。また、取引先から得られる報酬が、売上や利益の達成ではなく、活動量によって決まった額を固定で受け取っている組織で活動するフルコミッションの個人も同様にセミプロ営業であると言える。
プロ営業（ぷろえいぎょう）は、雇用主が営利を目的とした営業業務をフルコミッションで展開していて、雇用主企業で働く者が、フルコミッションで採用されている者の場合には、雇用主組織や活動する個人はプロ営業であると言える。

### 商行為における分類
商行為については商法に列挙されており、「営業」の商行為は下記のような分類もできる。
絶対的商行為
営業とすると否とにかかわらず商行為とする。（商法第501条）
営業的商行為
営業としてしたものは商行為とする。（商法第502条）
附属的商行為
商人がその営業のためにする行為を商行為とする。（商法第503条）
さらに、特別法による商行為として、信託の引受け、無尽業などがある。この事から、これらの行為をなすことを業とするものは「商人」となる。また、営利を目的として同種の行為を反復継続する場合は、営業に該当することになる。

## 営業に該当しないケース

### 営業に該当しない職種
- 上記の商行為に該当しない医師、弁護士などの行為は「営業」にはならない[注釈 3]。その他、学校法人、教員なども同様である。
- 農業・漁業・畜産などの原始生産業者が、店舗をもたずにその生産物を販売する場合も、商人の概念からは除かるため「営業」にはならない。
- 商法第502条のただし書に、「専ら賃金を得る目的で物を製造し、又は労務に従事する者の行為は、この限りでない」と規定されていることから、サラリーマン、内職などの行為も営業にはならない[3]。

### 営業に該当しない法人
法人の場合には、私法人は大別すると「営利法人」、「公益法人」及び「それら以外の法人」に分けられる。
営業になる法人
営利法人である、会社法の規定による株式会社、合名会社、合資会社または合同会社が、その事業としてする行為及びその事業のためにする行為は「商行為」であり（会社法第5条）、すべて営業（資本取引に係るものなど特に定めるものは除く）になる。
営利法人及び公益法人以外の法人については、印紙税法では、その事業の実態等を考慮して、会社以外の法人で、利益金又は剰余金の配当又は分配をすることができることとなっている法人が、出資者以外の第三者に対して行う事業は、営業に含むこととなっている（出資者に対して行う事業は営業に含まない）。

営業にならない法人
公益社団法人、公益財団法人、学校法人などの公益法人については、その法人が目的遂行のために必要な資金を得るための行為が商行為に該当する場合であっても、営業には該当しない。
また、特定非営利活動促進法により設立が認められた、特定非営利活動法人（いわゆるNPO法人）は、定款の定めにより、利益金又は剰余金の配当又は分配ができないこととされている場合は、営業には該当しない。

## 職業としての営業
営利目的のため行われる業務であるが、何らかの商品を売り込むなどプロモート活動をすることを、特に「営業」という場合もある。その担当者を「営業」「営業担当者」「営業マン」「セールスマン」などと呼ぶ。また広義には、顧客との折衝を担当する部門を言う（営業部）。
また、歌手（特に演歌歌手）や芸人などが地方や地域で比較的小規模な興行（インストアイベントも含む）を行うことを営業という場合もある。この場合の営業は、主にテレビやラジオなどマスメディアを通じて多数人に露出するような仕事と対比する意味で用いられている。
法律上の営業は、営利目的で一定の行為を反復継続して行うことをいう。この概念が問題となるのは商法502条などに規定された営業的商行為の解釈においてである。商法502条に列記された行為は営利の目的でもって反復的・継続的に行われることにより初めて商行為であるとされる。

## 企業活動全体の呼称としての営業
法律上、営業は個々の行為ではなく企業の資産やその運用方法など企業活動全体を指す言葉として用いられることがある。人や会社が他者に営業譲渡する場合の「営業」とは営利目的の行為そのものを指すのではなく、企業活動に用いている設備や債権・債務といった財産を中心とし、ノウハウや顧客情報・仕入先などの経済的価値を有する事実関係（「のれん」ともいわれる）までを含む組織体を意味する。

## 営業日・営業時間
営業を行う日（すなわち、休日でない日）を営業日といい、営業開始から営業終了までの時間を営業時間という。金融機関や風俗営業など、法令によって営業日および営業時間に対する規制が定められている場合もある。なお、法令用語としては、特に商人でない企業（が想定される場合）について、「営業」という言葉を避け、異なる用語が用いられることがある。
営業日に対応するものとしては、下記のものがある。
- 業務取扱日（信用協同組合、信用金庫、労働金庫など）
- 事業日（農林中央金庫）

営業時間に対応するものとしては、下記のものがある。
- 事業時間 （相互会社）
- 業務取扱時間（中小企業等協同組合、信用金庫、労働金庫など）
- 業務時間（日本銀行、独立行政法人、一般社団法人、一般財団法人、農業協同組合、漁業協同組合、農林中央金庫、公認会計士、税理士など）